# Little Girls
«Little Girls» — песня нью-вейв-группы Oingo Boingo и открывающий трек их дебютного альбома Only a Lad.

## О песне
«Little Girls» была написана Дэнни Эльфманом после прочтения статьи в газете. Она была написана как сатира с сильным влиянием панка и аранжировки духовых. Когда в 2010 году его спросили о мрачно-юмористических текстах песни, Эльфман ответил:
Что заставило меня написать её? В тот момент я просто цеплялся за вещи, которые возникали у меня в голове, брал персонажей и пел с их точки зрения. ... это не обязательно отражало меня ... но это было просто весело, и я знал, что это непочтительно. Я хотел всех обидеть
В 2014 году Эльфман повторил эту точку зрения, заявив, что песня была «шутливым ударом прямо в лицо». Эльфман иногда предлагал другие объяснения; на концерте 1985 года он в шутку предположил, что песня была о том, что его девушка была настолько «очень, очень маленькой», что «умещалась на ладони [его] руки».
Песня была охарактеризована Creative Loafing Tampa как один из выдающихся треков Only a Lad.
Музыкальное видео, снятое его братом Ричардом Эльфманом, изображает Эльфмана в пустом доме, танцующего с девушками и людьми, страдающими карликовостью, за которыми следят зрители, рассеянно смотрящие на него, пока он идёт по улице с явно несовершеннолетней девушкой. В видео представлены декорации, очень напоминающие кинопроизводство немецких экспрессионистов, например, «Кабинет доктора Калигари». Первоначально он был запрещён в Канаде и был назван The Independent «самым жутким музыкальным видео всех времён».